# 야드가르 무함마드
야드가르 무함마드 혹은 야디가르 무함마드 (? ~ 1470년) 은 티무르 왕조의 일원으로, 1469년부터 1470년까지 잠깐 동안 헤라트를 다스렸다.
야드가르 무함마드는 샤 루흐의 손자인 술탄 무함마드의 아들이다. 그는 백양조의 우준 하산과 친척 관계였는데, 우준 하산은 이 때문에 1469년에 아부 사이드를 야드가르에게 넘겨줬다. 아부 사이드는 이전에 샤 루흐의 아내인 가우하르 샤드를 죽였기 때문에, 야드가르는 그를 처형했다.
그 해 초반, 우준 하산은 야드가르에게 병력을 빌려주며 후세인 바이카라가 점령 중인 아부 사이드의 영토를 탈환하게끔 부추겼다. 곧 야드가르는 호라산으로 진격해 후세인 바이카라의 영토를 빼앗았다. 6월에는 헤라트도 점령했다. 하지만 9월, 친나란 전투에서 후세인이 승리를 거두었다. 하지만 그 뒤에 흑양조에서 여러 차례 군대를 파견했고, 그 군대 중 일부는 우준 하산의 아들들까지 있었다.
후세인의 군대가 이 때문에 후세인을 버리고 도망쳤다. 결국 후세인은 사마르칸드의 군주인 술탄 아흐마드에게 도움을 청했다. 1470년 6월 8일, 야드가르는 이 군대에 밀려 헤라트를 버리고 도주했다. 하지만 호라산에 계속 남아서 백양조 군대를 이용해 후세인을 괴롭혔기 때문에 후세인은 곧바로 헤라트에 입성할 수 없었다.
후세인이 헤라트에 입성한 것은 6주 뒤의 일이었다고 결국 후세인에 의해 처형당했고 야드가르 무함마드를 마지막으로 티무르 왕조에서 샤 루흐의 후손은 활약하지 못 했다.
| 전임 후세인 바이카라 | 티무르 왕조 헤라트의 지배자 1469년 - 1470년 | 후임 후세인 바이카라 |